# Radio Paloma
Radio Paloma es una radioemisora chilena que emite desde la ciudad de Talca, donde está ubicada en el 97.5 MHz del dial FM en el valle central de la Región del Maule y además transmite para todo el mundo a través de la señal en línea de su sitio web. Actualmente es la radio más escuchada por los talquinos, según las últimas encuestas.

## Historia
Radio Paloma nace en la ciudad de Talca el 1 de diciembre de 1977, siendo la emisora pionera en la ciudad en la Frecuencia Modulada. Nace por el dúo de empresarios talquinos, Carlos Quinteros Verdugo y Nivaldo Novoa. Los equipos fueron confeccionados íntegramente en la ciudad de Talca por el mismo fundador de la emisora Carlos Quinteros Verdugo.
La primera voz de la radio fue Javier Miranda, animador de Canal 13. Luego llegaron César Hernández y varios más. En sus inicios fue una radio enfocada en la música anglo, para luego en los ochenta convertirse en una radio en español lo que hasta la fecha ha seguido. Uno de los primeros programas exitosos de Paloma fue Paloma Super Lola conducido por César Hernández Bustamante.
Al pasar al formato español, Radio Paloma dio un giro en su programación nocturna de los fines de semana, acompañando con una selección cumbias y distintos ritmos tropicales de moda en la época.
Paloma hoy en día es una de las radios más reconocidas en la ciudad, la que se ha mantenido en el dial 97.5, administrada desde su fundación por Carlos Quinteros Verdugo.

### Grupo Paloma
El año 1982 la emisora saca del aire la música en inglés y en el año 2001 nacen las transmisiones de Radio Marisol en el 101.5 MHz del dial FM (frecuencia donde operaban Radio Finísima y posteriormente Radioactiva, está última, se había trasladado al 91.7 MHz FM ese año) en la misma ciudad de Talca y dedicada a emitir música en inglés de las últimas décadas, esta emisora es perteneciente al grupo Paloma.
En enero de 2005 nacen las transmisiones de  Radio Exitosa ubicada el 88.5 MHz del dial FM también en la ciudad de Talca y también perteneciente al grupo Paloma está dedicada a emitir música tropical.
Cuando Radio Exitosa inicia sus transmisiones no significó que Paloma sacara del aire la música tropical al contrario, hoy en día la emisora emite las 24 horas de domingo a jueves música popular y los fines de semana música popular en el día y música tropical en la noche al igual que en las fiestas de Navidad y Año Nuevo. La música folclórica solo la emite durante fiestas patrias.
El 19 de noviembre de 2024 se apagó la luz de quien fuera el fundador del hoy Consorcio Radial Paloma FM, Don Carlos Fernando Quinteros Verdugo, dejando un gran legado en la radiodifusión talquina. Auditores, auspiciadores e incluso emisoras de la competencia expresaron su pesar por la lamentable partida de este empresario comunicacional. Su funeral fue llevado a cabo el 21 de noviembre de 2024 en la Iglesia de La Merced, en la ciudad de Talca. Don "Palomo" como lo llamaban sus trabajadores fue despedido por quienes trabajan en la actualidad en el Consorcio Radial con transmisión en vivo de su paso por las instalaciones de Radio Paloma. Era catalogado como un hombre visionario, de buen corazón, buen hombre, buen padre fueron los comentarios de quienes estuvieron presentes en su partida.
En enero de 2025, la emisora vuelve a estar en la ciudad costera de Constitución, en esta ocasión a través de la frecuencia 104.9 MHz (dial donde alguna vez operó la extinta Radio Fantástica, su principal competidora durante los años 2000). Este retorno a la ciudad costera se produce luego de 15 años sin emitir en dicha comuna.

## Programas

### Lunes a Viernes
- Hora Punta (informativo de amanecida): de 07:00 a 09:00 hrs. con José Miguel Rebolledo
- Juntos Por La Mañana (matinal): de 09:00 a 13:00 hrs. con Carolina Herrera Mora y Miguel Ángel Avendaño Sánchez
- Paloma a la Carta (miscelaneo de almuerzo): de 13:00 a 15:00 hrs.
- Palomillando la Tarde (miscelaneo-vespertino) de 15:00 a 18:00 hrs. con Miguel Ángel Avendaño Sánchez
- Corazones Confitados (vespertino-nocturno): de 18:00 a 21:00 hrs (Lunes a Jueves) y de 18:00 a 20:00 hrs (Viernes) con Nacho Osorio Beltrán.
- Regaloneando la Noche: de 21:00 a 06:00 hrs. (Lunes a Jueves) con Miguel Valenzuela y Felipe García.

### Viernes y Sábado (horario nocturno)
- Calentando Motores (bailable de salsoteca): Viernes de 20:00 a 21:00 hrs. y Sábado de 19:00 a 20:00 hrs con Miguel Valenzuela, Miguel Ángel Avendaño Sánchez, Felipe Garcia y Leonardo Sepúlveda Quinteros rotativamente.
- Los Bailables del Regaloneando la Noche (bailable de pachanga): Viernes de 21:00 a 06:00 hrs. y Sábado de 20:00 a 06:00 hrs. con Felipe García, Miguel Valenzuela y Miguel Ángel Avendaño Sánchez rotativamente.

### Sábado y Domingo (horario diurno)
- Sábado por la Mañana: de 09:00 a 13:00 hrs. con Kathy Cáceres.
- Sábado por la Tarde: de 15:00 a 19:00 hrs. con Miguel Valenzuela.
- Domingo por la Mañana: de 09:00 a 13:00 hrs. con Kathy Cáceres y Leonardo Sepúlveda Quinteros.
- Revolviendo Discos (Música previa a los años '80): de 13:00 a 15:00 hrs. con José Miguel Rebolledo.

## Situaciones de emergencia
Radio Paloma es reconocida a nivel comunal por su capacidad de reaccionar rápidamente a catástrofes y situaciones espontáneas, manteniendo sus transmisiones y sirviendo como principal medio de comunicación cuando ocurren situaciones que generan incertidumbre y que limitan el traspaso de información, como cortes de electricidad masivos, temblores y otros.

### Terremoto
El 27 de febrero del 2010, Radio Paloma junto a la emisora asociada al Consorcio de Radio y Televisión Diagonal; Radio RTL de Curicó fueron las únicas radios en transmitir de manera ininterrumpida los antecedentes del terremoto y maremoto que afectó a la zona central de Chile. Durante 2 días fue el único medio de la ciudad de Talca en recibir información y consultas de la población. 
La emisora fue destacada por autoridades del mundo político a nivel local debido a la labor realizada, especialmente en la coordinación en la entrega de ayuda a los lugares más afectados, e incluso les han hecho llegar diplomas y placas conmemorativas por el trabajo de aquella madrugada del 27 de febrero.

### Incendios de 2017
Durante el verano de 2017, Radio Paloma organizó una cruzada solidaria dirigida a los principales territorios afectados por los incendios forestales, enfocado precisamente en aquellos poblados ubicados en las zonas costeras de la región, dirigido tanto a sectores urbanos, como rurales.

## Antiguas frecuencias
- 104.3 MHz (Constitución); hoy Radio Pentagrama, sin relación con el Consorcio Radial Paloma.